# Via delle capanne negre
Via delle capanne negre (Rue Cases Nègres) è un film del 1983 diretto da Euzhan Palcy.